# Annibale Bergonzoli
Annibale Bergonzoli (Cannobio, 1º novembre 1884 – Cannobio, 31 luglio 1973) è stato un generale italiano, pluridecorato veterano della guerra italo-turca e della prima guerra mondiale, dove venne decorato con due Medaglie d'argento e una di bronzo al valor militare, e con la Military Cross inglese.
Prese poi parte alla guerra d'Etiopia, combattendo nel fronte meridionale al comando della 2ª Brigata Celere "Emanuele Filiberto Testa di Ferro", e quindi nella guerra di Spagna al comando della 4ª Divisione d’assalto "Littorio", distinguendosi particolarmente nel corso della battaglia di Santander, tanto da venire decorato con la Medaglia d'oro al valor militare a vivente e con il titolo di Commendatore dell'Ordine militare di Savoia. All'atto dell'entrata in guerra dell'Italia, avvenuta il 10 giugno 1940, comandava il XXIII Corpo d'armata di stanza in Africa Settentrionale Italiana.
Partecipò all'Invasione italiana dell'Egitto, ma la controffensiva inglese, condotta con largo impiego di mezzi corazzati e truppe meccanizzate travolse le truppe italiane, costringendole dapprima a ritornare sulle posizioni di partenza e poi a evacuare la Cirenaica. Caduto prigioniero il 7 febbraio 1941 a Beda Fomm, fu internato a Yol, in India, e poi trasferito negli USA dapprima a Monticello (Arkansas), e poi a Hereford (Texas). Dopo la firma dell'armistizio dell'8 settembre 1943 con gli anglo-americani rifiutò qualsiasi forma di collaborazione, e per questo fatto venne punito con l'internamento nel reparto psichiatrico dell'ospedale militare di Long Island, New York, per circa due anni e mezzo, rientrando in Italia nel marzo 1946. Reintegrato brevemente in servizio, fu promosso generale di corpo d'armata nel 1947 e quindi congedato definitivamente.

## Biografia
Nacque a Cannobio (provincia di Novara) il 1º novembre 1884, figlio di Pompeo e Francesca Branca. Dopo aver completato gli studi superiori, si arruolò nel Regio Esercito come ufficiale della riserva, entrando nel novembre 1904 nella Regia Accademia Militare di Modena.
Due anni dopo fu nominato sottotenente, fu assegnato al 53º Reggimento fanteria il 14 settembre 1906. Promosso tenente nel settembre 1909, dal dicembre 1911 partecipò alla guerra italo-turca, in forza al 7º Reggimento fanteria, ricevendo un encomio solenne dal comando della 4ª Divisione speciale di Derna, e rientrando in Italia nel dicembre 1912. Divenuto capitano il 31 dicembre 1914, quando prestava servizio nel 18° Reggimento fanteria, all'atto dell'entrata in guerra del Regno d'Italia, il 24 maggio 1915, entrò in servizio nel 123º Reggimento fanteria della Brigata Chieti. Poco dopo l'arrivo in prima linea fu assegnato in servizio presso il comando della 9ª Divisione, e nell'autunno di quello stesso anno a quello della 35ª. Decorato di Medaglia d'argento al valor militare e con la Military Cross inglese nell’agosto 1916 fu inviato in Macedonia, venendo trasferito al Corpo di Stato maggiore all'inizio del 1917. Decorato con una Medaglia di bronzo al valor militare rientrò in Italia nell'autunno del 1917, assegnato all'intendenza della 4ª Armata. Trasferito al XXIII Corpo d'armata, al comando del generale Armando Diaz, partecipò alle fasi della ritirata sul Piave venendo insignito con la Croce al merito di guerra e la promozione a maggiore per merito di guerra, avvenuta nel febbraio 1918. Partecipò alla battaglia del solstizio, dove fu decorato con la seconda Medaglia d'argento al valor militare, rimanendo gravemente ferito mentre accompagnava all'attacco i fanti della Brigata Bisagno.
Promosso tenente colonnello del Corpo di Stato maggiore nel dicembre 1918, entrò in servizio come Capo di stato maggiore della 1ª Divisione d'assalto, il cui impiego era previsto in relazione all'inizio delle operazioni di riconquista della Libia. Trasferito in Tripolitania nel febbraio 1919, vi rimase poco tempo, rientrando in Patria per essere assegnato allo Stato maggiore della 25ª Divisione.
Promosso colonnello nel dicembre 1926, comandò in successione il 56º Reggimento fanteria di Conegliano, il 78º Reggimento fanteria "Lupi di Toscana" a Bergamo, e la Scuola Ufficiali della Riserva di Palermo, in Sicilia. Nel settembre 1934 assunse il comando del 6º Reggimento fanteria "Aosta". Il 12 aprile 1935 fu promosso generale di brigata, partecipando alla guerra d'Etiopia al comando della 2ª Brigata Celere "Emanuele Filiberto Testa di Ferro", operante sul fronte meridionale (Somalia italiana), sotto il comando del generale Rodolfo Graziani. Durante l'avanzata su Neghelli, fu sempre presente in prima linea, combattendo al fianco i suoi soldati e rimanendo gravemente ferito in un combattimento con la resistenza etiope avvenuto alla periferia di Dunun il 19 maggio 1936. Rimpatriato in Italia per curarsi, divenne molto popolare tra i suoi uomini per via della fluente barba, tanto da meritarsi l'appellativo di "Barba elettrica", soprannome assegnatogli anche per il dinamismo e il coraggio dimostrato in combattimento.
Mentre si trovava in convalescenza scoppiò la guerra civile spagnola e Mussolini rispose all'appello lanciato dal generale Francisco Franco, che chiedeva assistenza militare al movimento nazionalista. Nel febbraio 1937 egli sbarcò in Spagna per assumere il comando della 4ª Divisione d'assalto "Littorio", che disponeva di tre reggimenti di fanteria e uno d'artiglieria. La "Littorio" partecipò a numerose battaglie, come quelle di Guadalajara, Santander, Aragona e Catalogna. Nella battaglia di Santander (14 agosto-1 settembre 1937), la "Littorio" sostenne feroci combattimenti conquistando la strategica posizione di Puerto del Escudo che diede la vittoria ai nazionalisti. Per questo risultato egli fu insignito della Medaglia d'oro al valor militare, e ottenne la promozione a generale di divisione. 

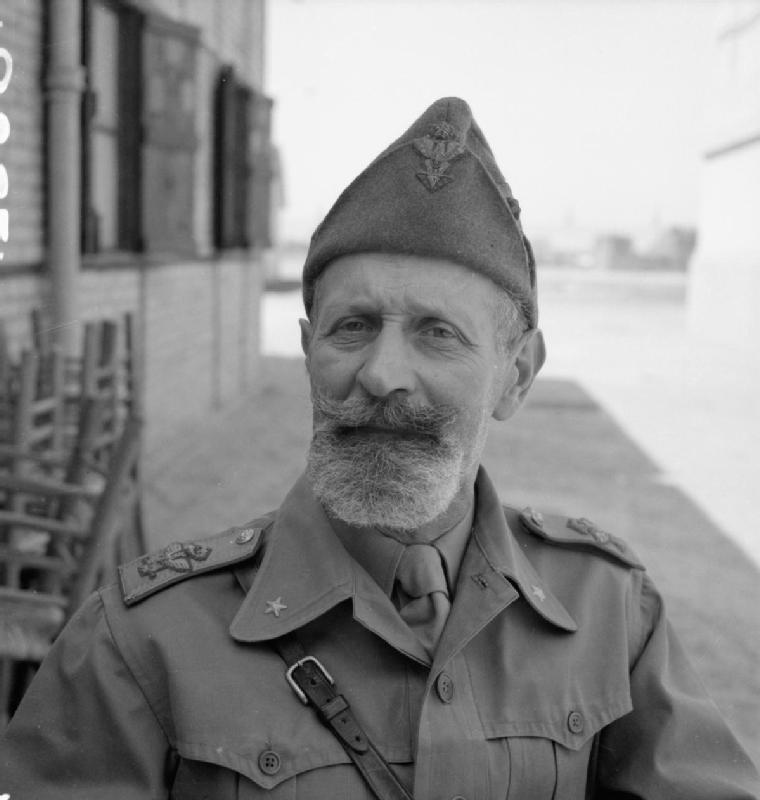
Foto del generale Bergonzoli, scattata dopo la cattura da parte delle truppe inglesi a Beda Fomm il 7 febbraio 1941

Rientrato in Patria nell'aprile 1939, il 15 ottobre dello stesso anno assunse il comando del neocostituito XXIII Corpo d'armata forte di 45 000 uomini, e di stanza in Africa Settentrionale Italiana, con Quartier generale a Homs. All'atto della dichiarazione di guerra alla Gran Bretagna e la Francia, il 10 giugno 1940, iniziò subito le operazioni belliche che culminarono successivamente nell'invasione dell'Egitto. Durante l'avanzata sul Sidi el Barrani ebbe il comando tattico delle truppe, dando prova di energia e coraggio. Il 9 dicembre scattò la controffensiva inglese che costrinse le truppe italiane a una precipitosa ritirata, dapprima sulle posizioni di partenza, e poi a evacuare addirittura la Cirenaica. Dopo la caduta della città libica di Bardia (5 gennaio 1941) riuscì a sfuggire alla cattura e percorse a piedi circa 120 km raggiungendo Tobruk. Il 7 febbraio 1941 venne fatto prigioniero dalle truppe inglesi a Beda Fomm, e come prigioniero di guerra fu dapprima internato a Yol, in India e poi trasferito negli USA dapprima a Monticello (Arkansas), e poi a Hereford (Texas). Nel maggio 1942, quando tramite il Maresciallo d'Italia Pietro Badoglio fu fatta pervenire alla sede del SOE (Special Operations Executive) di Berna una prima proposta di resa dell'Italia, fu fatto il suo nome per sostituire Mussolini, che doveva essere deposto con un colpo di Stato, alla testa del nuovo governo.
Dopo la firma dell'armistizio dell'8 settembre 1943 con gli anglo-americani rifiutò qualsiasi forma di collaborazione con questi ultimi, e per questo fatto venne punito con l'internamento nel reparto psichiatrico dell'ospedale militare di Long Island, New York per circa due anni e mezzo, fatto passare per pazzo e rinchiuso in una camera dalle pareti imbottite. Ritornò in Italia nel marzo 1946, rilasciato ufficialmente per malattia, riprendendo per breve tempo la vita militare, e venendo promosso al rango di generale di corpo d'armata nel 1947. Congedatosi definitivamente visse a Cannobio fino alla morte, avvenuta il 31 luglio 1973, ricoprendo anche l'incarico di presidente dell'Associazione nazionale degli ex combattenti italiani in Spagna. Tuttora riposa in una modesta tomba nel cimitero del paese.

## Curiosità
La figura di Annibale Bergonzoli è ricordata all'Imperial War Museum di Londra tramite una sua foto scattata durante la prigionia e un breve riassunto della sua vita in una bacheca in cui è conservata un'uniforme di soldato italiano durante la campagna d'Africa.

## Pubblicazioni
- Viva la muerte: legionari italiani nella guerra di Spagna, Edizioni Ardita, Roma, 1954.

### Annotazioni
1. ↑  In surroga al fratello Battista già arruolato nell’esercito.
2. ↑  Comandante di una pattuglia di ricognizione dava prova di prontezza, audacia, colpo d’occhio, riuscendo a percorrere senza incidenti una zona solitamente battuta dal fuoco nemico ed a portare utili notizie, foglio riservato 24 luglio 1912.
3. ↑  A Palermo prestò servizio anche presso il locale Tribunale militare.
4. ↑  Il XXIII Corpo d'armata inquadrava due divisioni della MVSN, la 1ª Divisione CC.NN. "23 marzo" e la 2ª Divisione CC.NN. "28 ottobre".
5. ↑  In un caso andò addirittura a stanare dei tenenti d'artiglieria che erano fuggiti e li riportò ai pezzi.

### Fonti
1. 1 2 3 4 5 6 7 8 9 10 11 12  Giovanni Cecini, I generali di Mussolini, Newton & Compton Editori, Roma, 2016.
2. 1 2 3 4 5 6 7  Bollettino Storico della Provincia di Novara n.1, gennaio-giugno 1992, pp. 231-234.
3. 1 2 3 4 5 6  Gen. Annibale Bergonzoli, Led Italians in Two Wars, in New York Times, New York, 2 agosto 1973, p. 38.
4. ↑  Ilari, Sema 1988, p. 238.
5. ↑  Ilari, Sema 1988, p. 265.
6. ↑  Ilari, Sema 1988, p. 251.
7. ↑  Ilari, Sema 1988, p. 252.
8. ↑  Jowett, Andrew 2001, p. 10.
9. ↑  Jowett, Andrew 2001, p. 7.
10. ↑  Jowett, Andrew 2001, p. 8.
11. 1 2  Jowett, Andrew 2001, p. 9.
12. 1 2  Angelo Paratico, Il golpe segreto di Badoglio, Castellano protagonista e la verità su Max Salvadori, in Corriere della Sera, 16 maggio 2014.
13. ↑  Arrigo Petacco, Quelli che dissero no, A. Mondadori Editore, Milano, 2011.
14. ↑  Egigio Ortona, Anni d'America, vol. 1, La ricostruzione, 1944-1951, Il Mulino, Bologna, 1984.
15. 1 2  Sito web del Quirinale: dettaglio decorato.
16. ↑  Registrato alla Corte dei Conti lì 17 ottobre 1938-XVI Guerra.
17. ↑  Sito web del Quirinale: dettaglio decorato.
18. ↑  Gazzetta Ufficiale del Regno d’Italia n.206 del 6 settembre 1932, pag.3938.
19. ↑  Gazzetta Ufficiale del Regno d'Italia n.225 del 26 settembre 1935, pag.4728.
20. ↑  Supplemento Ordinario alla Gazzetta Ufficiale del Regno d'Italia n.178 del 30 luglio 1941, pag.22.